# Physocrotaphus ceylonicus
Physocrotaphus ceylonicus is een keversoort uit de familie loopkevers (Carabidae). De wetenschappelijke naam van de soort is voor het eerst geldig gepubliceerd in 1849 door Parry.